# Parafia św. Wojciecha w Detroit
Parafia św. Wojciecha w Detroit (ang. St. Albertus's Parish) – parafia rzymskokatolicka położona w Detroit w stanie Michigan w Stanach Zjednoczonych.
Była ona wieloetniczną parafią we wschodniej części Detroit, zwanej potocznie „Wojciechowo” (ang. Poletown), z mszą św. w j. polskim, dla polskich imigrantów.
Kościół jest na liście „National Register of Historic Places” w hrabstwie Wayne w stanie Michigan.
Nazwa parafii była dedykowana św. Wojciechowi.

## Historia
Pierwsi polscy imigranci, w większości z poznańskiego, przybyli do Detroit w połowie 1850 roku. Początkowo osiedlali się w mieście i jego okolicach w społeczności niemieckojęzycznej.
W 1870 roku podjęli kroki w celu zorganizowania własnej parafii. Pod przewodnictwem ks. Szymona Wieczorka CR, zorganizowali Towarzystwo św. Stanisława Kostki i rozpoczął zbieranie funduszy na budowę kościoła.
Ówczesny biskup Caspar Henry wyraził zgodę i 9 listopada 1871 roku zakupiono działkę pod budowę kościoła.
Budowę kościoła, według projektu architekta John Wiesenhoffèr, rozpoczęto 13 czerwca 1872, a 14 lipca 1872 roku biskup Borgess poświęcił kościół św Wojciecha.
Ze względu na trudności w znalezieniu właściwego, w j. angielskim, odpowiednika, imienia św, Wojciecha, patrona Czech, duszpasterze i parafianie użyli łaciński odpowiednik – Adalbertus, następnie błędnie przetłumaczony na język angielski jako St Albertus lub St Albert.
Otwarcie Parafii św. Wojciecha doprowadziło do utworzenia pierwszej polskiej dzielnicy Detroit, znanej dla mieszkańców Detroit jako „Poletown”, a dla Polaków jako „Wojciechowo”.
W związku ze stale rosnącą polską społecznością w Detroit, w 1884 roku rozpoczęto budowę nowego większego kościoła, a 4 lipca 1885 roku biskup Borgess poświęcił kościół.

W 1889 roku, jeden z parafian, John A. Lemke, wyświęcony na kapłana, odprawił w tym kościele swoją pierwszą mszę św.

## Kościół
Kościół według projektu architekta Henryka Engelberta został zbudowany na miejscu pierwszej szkoły, przez Spitzely Brothers Detroit. Koszt budowy wyniósł 61 000 dolarów.

Był to największy kościół katolicki w stanu Michigan w okresie jego budowy, mogące pomieścić do 2500 wiernych, był również, pierwszym w Detroit, kościołem wyposażonym w ciepło z pary wodnej i oświetlenie elektryczne.
Kościół z cegły, w stylu gotyckim, ma 200 metrów długości i 70 metrów szerokości z iglicą 280 metrów wysokości, był to, w owych czasach, drugi co do wielkości polonijny kościół rzymskokatolicki w Stanach Zjednoczonych.
Kościół został ogłoszony przez stan Michigan jako miejsce historyczne i umieszczone w Krajowym Rejestrze miejsc o znaczeniu historycznym i w 1975 roku został zarejestrowany.
Mimo że parafia została zamknięta w 1990 roku, kościół wciąż stoi w starej polskiej części miasta Detroit jako przypomnienie polskich korzeni miasta. Jego „Złoty Krzyż” ku niebu wskazuje należne miejsce w historii, polskiej społeczności w Detroit.

## Szkoły
- St. Albertus School

Pierwszy budynek St. Albertus School, został ukończony w 1873 roku i otwarty na początku 1874 roku.
Drugi i większy budynek szkoły, dwupoziomowy, z cegły, został przebudowany z kościoła na naprzeciwko Canfield Avenue w 1892 roku, gdzie obecnie znajduje się parking i służył parafii do 1917 roku Trzecia i ostatnia, trzykondygnacyjna szkoła została zbudowana na Canfield Avenue zaraz za kościołem.